# Simon (Münsterschwarzach)
Simon († 3. April 1248) war von 1233 bis 1248 Abt des Benediktinerklosters in Münsterschwarzach.

## Münsterschwarzach vor Simon
Die Äbte, die vor dem Amtsantritt Simons das Kloster in Münsterschwarzach leiteten, führten weiterhin das Adelsprinzip fort, sodass der Konvent nur aus Zweitgeborenen Adeligen der Umgebung bestand. Eigentlich hätten dies die, zu Beginn des 12. Jahrhunderts eingeführten, Reformen von Hirsau beheben sollen, für die man sogar Mönche aus dem Schwarzwaldkloster an den Main geholt hatte. Unter Abt Dietrich I. begannen die Reformen auch in Schwarzach zu wirken.
Seine Nachfolger intensivierten neben dem Chorgebet auch den Aus- und Umbau der Klostergebäude. 1151, unter Abt Sigehard, wurde ein Sarkophag für die wichtigsten Äbte des Klosters errichtet. Es folgte der Bau eines Narthex für die Kirche und der Ausbau des Kreuzgangs, der unter Abt Trageboto vollendet werden konnte. Abt Gottfried wurde sogar vom Papst beauftragt, die Wunder zu untersuchen, die sich am Grab des Otto von Bamberg ereigneten. Für das 13. Jahrhundert liegen allerdings nur noch wenige Quellen vor.

## Leben
Über die Herkunft und Ausbildung des späteren Abtes Simon ist nichts bekannt. Er tauchte erstmals im Zuge seiner Ernennung zum Abt in den Quellen auf. Anfang des Jahres 1233 starb Abt Herold und Simon folgte ihm, relativ schnell, als Klostervorsteher nach. Erste Erwähnung fand Simon dann 1235 in einer Urkunde zwischen dem Stift Haug und dem Zisterzienserkloster in Ebrach, bei der er als Zeuge vermerkt wurde.
Zuvor hatte er sich bereits um die Schenkung der Witwe des „Shado“ von Lankheim gekümmert. Sie erhielt eine Bestätigung des Klosters, die der Abt unterzeichnete. Weiterhin fand „Abt S.“ auch in einer anderen Urkunde Erwähnung, die im Jahr 1246 ausgestellt wurde. Abt Simon verstarb im Jahr 1248. Was den Todestag angeht, nennen die Nekrologe von Münsterschwarzach und der des Klosters Ottobeuren den 3. April. Lediglich das sogenannte „Chronicon“ geht vom 2. April aus.